# ACROSS THE ENDING
『ACROSS THE ENDING』（アクロス・ザ・エンディング）は、Hawaiian6による2枚目のミニアルバム。2003年8月6日発売。発売元はPIZZA OF DEATH RECORDS。

## 解説
前作から引き続き、プロデュースに横山健が参加している。

## 収録曲
1. LAST DANCE
2. MAGIC
スペースシャワーTV2003年8月度POWER PUSH。PV監督はUGICHIN。SEKAI NO OWARIが歌詞を変えてカバーしている。
3. WONDERFUL WORLD
4. THE FATE SUITE
5. A PIECE OF STARDUST

全曲作詞・作曲：HAWAIIAN6